# Conny Kissling
Pour les articles homonymes, voir Kissling.

Cornelia Kissling dit Conny Kissling, née le 18 juillet 1961, était une skieuse acrobatique suisse, et régna sur cette discipline durant près de 10 ans.
Elle a épousé, le 1er juin 2002, le skieur suisse Urs Lehmann.

## Palmarès

### Jeux olympiques d'hiver
- Jeux Olympiques de 1988 à Calgary (Canada) :
  -  Médaille de bronze en bosses (épreuve de démonstration).
  -  Médaille de bronze en ballet à ski (épreuve de démonstration).

- Jeux Olympiques de 1992 à Albertville (France) :
  -  Médaille d'or en ballet à ski (épreuve de démonstration).

### Championnats du Monde
- Championnats du monde de 1986 à Tignes (France) :
  -  Médaille d'or en Combiné.
- Championnats du monde de 1989 à Oberjoch (Allemagne) :
  -  Médaille d'argent en ballet à ski.
  -  Médaille d'argent en Combiné.
- Championnats du monde de 1991 à Lake Placid (États-Unis) :
  -  Médaille d'argent en Combiné.

### Coupe du monde
- 10 gros globe de cristal :
  - Vainqueur du classement général en 1983, 1984, 1985, 1986, 1987, 1988, 1989, 1990, 1991 et 1992.
- 12 petits globe de cristal :
  - Vainqueur du classement combiné 1984, 1985, 1986, 1987, 1988, 1989, 1990, 1991 et 1992.
  - Vainqueur du classement acroski en 1990, 1991 et 1992.
- 204 podiums dont 106.